# Paqui Martín
Paqui Martín (Las Palmas de Gran Canaria, 15 de enero de 1959) es una diseñadora gráfica y artista visual española. Cuenta con diversos premios por su trabajo artístico, entre ellos, el primer premio de la Beca-Edición de Carpetas de Obra Gráfica que le concedió en 2004 el Cabildo Insular de Gran Canaria y la mención honorífica en el Concurso Gran Canaria de Series de Obra Gráfica, en su edición de 2014.

## Trayectoria
Estudió Diseño Gráfico en la Escuela de Arte de Gran Canaria y de La Coruña. Durante su trayectoria, ha realizado  diversos cursos de perfeccionamiento en las técnicas de acuarela, fotografía, encuadernación artesanal, realización de papel hecho a mano, así como talleres y cursos el Centro Atlántico de Arte Moderno (CAAM), de Las Palmas de Gran Canaria.
En la década de los ochenta del siglo XX, se especializó en la técnica del grabado, participando en numerosas exposiciones individuales y colectivas, tanto dentro como fuera de las Islas Canarias. Se ha especializado en la creación de los libros de artista, una especialidad en la que se entiende al libro como objeto artístico en sí mismo, más allá de su consideración como vehículo para la transmisión de ideas o de imágenes.
En 2001, asistió al Atelier Larsen (Suecia) donde aprendió  la técnica del grabado por electrólisis, a cuyo método ha ido incorporando técnicas que permiten grabar las piezas de forma menos tóxicas, como el procedimiento del mordiente salino. Posteriormente, incorporó los fotopolímeros a su forma de abordar los trabajos artesanales como complemento en su investigación dentro de las nuevas tecnologías en el ámbito artístico.
En octubre de 2020, fue la protagonista invitada en la serie de encuentros +Que Musas. La mujer en la cultura de Canarias' organizados por la Casa Museo León y Castillo, de Telde, dependiente en el Cabildo Insular de Gran Canaria, con el fin visibilizar la obra y trayectoria de mujeres vinculadas al mundo de las artes y de la cultura.
En enero de 2021, formó parte del elenco de 16 artistas canarios de los treinta que participaron en el primer Encuentro de Arte Actual ‘Ciudad tomada’, celebrado en Las Palmas de Gran Canaria, organizado por el Ayuntamiento de la ciudad.

## Premios
En 2004, obtuvo el primer premio de la III Beca-Edición de Carpetas de Obra Gráfica que otorga el Cabildo Insular de Gran Canaria por la obra Recuerdos de una realidad anterior. Dos años más tarde, en 2006, recibió la Mención Especial del Jurado en la V Beca-Edición de Carpetas de Obra Gráfica del Cabildo Insular de Gran Canaria con la carpeta titulada Sentimiento encontrados.
En 2007, su obra Encuentros fue seleccionada en la VI Beca-Edición de Carpetas de Obra Gráfica del Cabildo Insular de Gran Canaria y en 2011, obtuvo la mención honorífica por su carpeta Fragilidad etérea en la X Edición del Concurso Gran Canaria de Series de Obra Gráfica promovida por el Cabildo de Gran Canaria.
En 2014, recibió la mención honorífica en el Concurso Gran Canaria de Series de Obra Gráfica. Convocatoria Extraordinaria 2014  Pérez Galdós, promovida por el Cabildo de Gran Canaria, por su carpeta Galdós de Ida y Vuelta.